# Lucie Noiret
Georgine Noiret, en religion Lucie ou Lucia Noiret, née le 27 janvier 1832 à Chambéry et morte le 17 mars 1899 à Imola, est une religieuse, fondatrice de l'ordre des Servantes du Sacré-Cœur de Jésus sous la protection de saint Joseph.
Elle entre à dix-huit ans chez les Sœurs de la charité de sainte Jeanne-Antide Thouret et part pour l'Italie, qu'elle ne quitte ensuite plus. En 1856, elle y prononce ses vœux. Elle mène principalement des activités éducatives dans le cadre de sa mission.
En 1873, alors que la maison qu'elle occupe est fermée par sa congrégation, elle décide de rester à Imola et d'y fonder l'ordre des Servantes du Sacré-Cœur de Jésus.
Elle est reconnue vénérable le 9 avril 2022 par le pape François.

## Biographie

### Jeunesse et première congrégation
Georgine Noiret naît à Chambéry, alors en Piémont-Sardaigne, le 27 janvier 1832. À l'âge de dix-huit ans, elle traverse les Alpes pour entrer chez les Sœurs de la charité de sainte Jeanne-Antide Thouret, prenant le nom en religion de « Lucia ». Elle effectue son noviciat à Naples, puis est nommée au Conservatorio di San Giuseppe, une maison religieuse à Imola. La maison recouvre quatre activités : une école externe pour les élèves aisés, une seconde école externe pour les filles pauvres, un orphelinat pour filles intégrant une école annexe, et enfin, un internat pour les pensionnaires féminines. Elle prononce à Imola ses vœux le 25 mai 1856,.

### Fondation des Servantes du Sacré-Cœur
En 1873, la supérieure des Sœurs de la charité, Carolina Chambrot, est contrainte de fermer cette maison d'Imola et de transférer ses sœurs dans d'autres missions. Après avoir longuement prié sur la question et interrogé son confesseur Luigi Tesorieri, évêque d'Imola, ainsi que Jean Bosco, elle choisit finalement de rester à Saint-Joseph et d'en devenir la directrice. D'autres femmes la rejoignent depuis la Savoie et les environs d'Imola. Le 19 juin 1879, les trois nouvelles arrivantes prononcent leurs vœux et, le 19 mars 1886, à l'occasion de la fête de saint Joseph, la congrégation des Servantes du Sacré-Cœur de Jésus sous la protection de saint Joseph est reconnue,,.

### Mort et postérité
Lucie Noiret meurt le 17 mars 1899 à Imola. Le 9 avril 2022, le pape François la déclare « vénérable »,.